# 喇沙會
喇沙會，或喇沙修士會（法語：Lasallians；英語：De La Salle Brothers），正式名稱中譯為「基督學校修士會」（法語：Frères des écoles chrétiennes；英語：Institute of the Brothers of the Christian Schools; 拉丁文： Fratres Scholarum Christianaru），是一個天主教的修會組織，專注於教育和相關事務。
組織由法國教士聖若翰·喇沙創立。他本是一所大教堂的司鐸，在西方創立免費教育的觀念，為來自工人階級和家境貧窮的兒童提供閱讀、書寫和算術的教育，並培養他們了解宗教信仰，協助他們成為天主教徒。
因著這個信念，他集合了一些同道者，成立了一個社區，獻身於辦理學校。他藉建立了一套著重學生受益的教育系統，並禁止了體罰而受到讚揚。教團於1680年創立，是首個沒有神父的天主教組織，成員都是修士，多任職教師，較少管理宗教事務。成員一般會在其名字後面加上FSC的字母。
今天，教團在80個國家和地區興辦學校，包括已發展和發展中國家。團體由一名最高長老（Superior General）會同長老會議（General Council）領導。
1981年，教團開始為其他天主教組織提供社會責任投資服務，主要是以持有股份的方式去影響被持有的公司，以它們的服務或事工傳揚天主教的價值觀。

## 喇沙會在香港
喇沙會在香港的辦學歷史悠久，也是最早在香港提供教育的機構之一。
1875年，喇沙會首次派出修士來到香港，第一批共有6人。他們首先在中環創立了聖若瑟書院，主要為外籍，特別是葡萄牙籍的學生提供教育。1879年，開始招收中國籍學生。
1917年，因應九龍的迅速發展，對學位的需求甚殷，喇沙會在漆咸道建立了一所學校。初時是作為聖若瑟書院的分校，隨後又在界限街購入土地，以擴充校舍。1932年，終於發展成一所新的學校——喇沙書院，主校舍也遷移到界限街。
第二次世界大戰初時，香港政府徵用校舍，教育工作受到影響。其間喇沙會的修士多次提供醫療協助。到香港日治時期，喇沙會在香港基本上停止了運作。日軍關閉學校，並把校舍改為研究所、監獄等軍事設施。修士被驅逐，其中有些更被監禁在集中營，其他的修士則逃亡至越南等鄰近地區。
1945年後，隨著戰事結束，喇沙會的活動開始恢復。隨著香港人口增加，教育的需求急增，喇沙會在香港亦踏入高速發展時期。自1957年起，先後建立了7所學校。1971年，當時喇沙會總會長Brother Charles Henry 頒授榮譽會士勳銜予聖若瑟英文中學創校人孫保祿修士，該校亦成為喇沙會聯校成員。
21世紀初，隨著科技日益融入教育，部分學校進行了重建或擴建，以適應資訊化的學習環境與及提升教學質素。今天，很多喇沙會的學校因學生在各方面的成就、校友在社會上的地位和優美的校園環境，漸漸成為香港的名校。
現時喇沙會在香港開辦的學校共有8間。
| 學校名稱                                                    | 創立年份 |
| 聖若瑟書院                                                  | 1875年   |
| 喇沙書院                                                    | 1932年   |
| 喇沙小學                                                    | 1957年   |
| 新界喇沙中學                                                | 1965年   |
| 聖若瑟小學                                                  | 1968年   |
| 陳瑞祺（喇沙）書院                                          | 1969年   |
| 張振興伉儷書院                                              | 1971年   |
| 陳瑞祺（喇沙）小學（Chan Sui Ki (La Salle) Primary School） | 1973年   |
| 聖若瑟幼稚園（SJC Kindergarten，已停辦）                    | 1974年   |

## 外部連結
- 喇沙會官方網頁（页面存档备份，存于）
- 香港喇沙會網頁（页面存档备份，存于）

## 參看
- 喇沙會各地教育學院（页面存档备份，存于）